# Anna Amendola
Pour les articles homonymes, voir Amendola.
Anna Amendola, née le 9 décembre 1927 à Gaète et morte le 31 août 2019 à Rome, est une actrice italienne.
On voit Anna Amendola chanter La Complainte de la butte, avec la voix de Cora Vaucaire, dans le film French Cancan de Jean Renoir (1955).

## Parcours
Née dans une famille modeste, elle est encore étudiante quand elle fait sa première apparition à l’écran, en 1951, dans le film Le Prince esclave (Le Meravigliose avventure di Guerrin Meschino) de Pietro Francisci. Deux ans plus tard, elle participe au concours organisé par la compagnie Titanus, « Quatre actrices, un espoir », qu’elle remporte, ex æquo avec Emma Danieli. Un document filmé de la compétition, où elle raconte son histoire en voix-off, compose le prologue, dirigé par Alfredo Guarini, du film Nous les femmes.
Contrairement à Emma Danieli, sa carrière italienne ne dure que quelques années, souvent dans des coproductions italo-espagnoles. À la fin des années 1950, elle joue dans deux films réalisés en Espagne, puis abandonne définitivement le cinéma.
Elle travaille alors à la télévision comme présentatrice, puis devient une très active productrice sur Rai Tre, responsable de nombreuses émissions dont « Storie Vere » (« Histoires vraies »), « Quaderni di città » (« Carnets de la ville »), « Diario Italiano » (« Journal italien »), « Geo & Geo » .

## Filmographie
- 1952 : Le Prince esclave (Le meravigliose avventure di Guerrin Meschino) de Pietro Francisci : Brunello
- 1953 : Nous les femmes (Siamo donne), segment Quatre actrices, un espoir de Alfredo Guarini
- 1954 : L'Amante di Paride (L'eterna femmina) de Marc Allégret et Edgar G. Ulmer: Minerve
- 1954 : Destinées de Marcello Pagliero
- 1954 : Cañas y barro de Juan de Orduña : Nela
- 1955 : French Cancan de Jean Renoir : Esther Georges
- 1955 : Napoléon de Sacha Guitry : Caroline Murat
- 1955 : Les Aventures et les Amours de Casanova (Le avventure di Giacomo Casanova) de Steno : Gertrude
- 1957 : Sendas marcadas de Juan Bosch Palau
- 1957 : Mattino di primavera de Giacinto Solito
- 1957 : Mañana... de José Maria Nunes
- 1958 : Avenida Roma, 66 de Juan Xiol

## Publication
- Anna Amendola, La mia guerra: 1940-1945, avventure, gioie e dolori degli italiani raccontati da loro stessi, Edizione Leonardo, 1990